# Євроджекпот
Євроджекпот (англ. Eurojackpot) — європейська лотерея, створена в березні 2012 року. Станом на 15 вересня 2017 року в лотереї беруть участь такі країни: Хорватія, Чехія, Данія, Естонія, Фінляндія, Німеччина, Угорщина, Ісландія, Італія, Латвія, Литва, Нідерланди, Норвегія, Польща, Словаччина, Словенія, Іспанія, Швеція та Греція.
Джекпот починається з 10 000 000 євро і може досягати 120 000 000 євро. Гра в Eurojackpot коштує 2 євро за лінію (за винятком Литви, яка включає додаткову гру «Джокер», яка підвищує ціну до 3 євро за лінію, придбання базового квитка без джокера не є варіантом).
Мета полягає в тому, щоб зіставити 5 правильних чисел із 50 плюс ще 2 додаткових числа з інших 12; шанси виграти джекпот становлять 1:140 000 000. Є 12 рівнів призів для Eurojackpot.
Розіграш лотереї відбувається щовівторка та п'ятниці о 21:00 за місцевим часом у Гельсінкі. До 25 березня 2022 року був лише один розіграш на тиждень (п'ятниця ввечері). Перевірка виграшних лотерейних квитків проводиться в Німеччині та Данії.

## Історія
Лотерея EurojackPot була запропонована у 2006 році для конкуренції з лотереєю Euromillions. В силу великої кількості країн-учасниць євромільйони можуть запропонувати значно більші джекпоти, ніж ті, що пропонуються в одній національній лотереї. Після того, як побачили успіх Euromillions, Німеччини, Фінляндії, Данії, Словенії, Італії та Нідерландів в Амстердамі в листопаді 2011 брати участь у лотереї. Перший продаж квитків розпочався 17 березня 2012 року, поки перша розіграш відбулася 23 березня 2012 року.
Іспанія приєдналася до Eurojackpot з 30 червня 2012 року з концесією квитків, наданою колись, національною організацією іспанських сліпих людей. 1 лютого 2013 року Хорватія, Ісландія, Латвія, Литва, Норвегія та Швеція. Чехія та Угорщина приєдналися до Eurojackpot з 10 жовтня 2014 року. Словаччини з 9 жовтня 2015 року та Польщі з 15 вересня 2017 року. У порівнянні Eurojackpot має більш широке обсяг потенційних гравців з аудиторією в місцевих країнах країн 300 мільйонів, порівняно з Euromillions 217 мільйонів.